# Herbert Gustavson
Johan Herbert Gustavson, född 21 april 1895 i Adolf Fredriks församling i Stockholm, död 5 augusti 1986 i Helga Trefaldighets församling i Uppsala, var en svensk arkivarie och språkforskare.
Gustavson tog studentexamen i Visby 1916 och studerade sedan vid Uppsala universitet, där han blev filosofie magister 1920 och filosofie licentiat 1925. År 1940 disputerade han på avhandlingen Gutamålet. En historisk-deskriptiv översikt. Har var verksam vid Uppsala universitetsbibliotek och vid Dialekt-, ortnamns- och folkminnesarkivet i Uppsala, där han blev arkivarie 1941 och förste arkivarie 1949. Han pensionerades 1962. Han var en av grundarna av Gutamålsgillet år 1945, vars syfte var att främja och bevara gutamålet. Han tilldelades 1983 Gotlands kommuns kulturpris
Han var invald till Kungl. Gustav Adolfs Akademien för svensk folkkultur.
Han var riddare av Nordstjärneorden.
Herbert Gustavson var från 1932 gift med Anne-Marie Höggren (1907–1978), dotter till folkskolläraren Aug. H. och Elin Östergren. Herbert och Ann-Marie fick fyra barn. Makarna Gustavson är begravda på Uppsala gamla kyrkogård.